# Hypnota
Hypnota (también a veces Hypnotic Woman) es un personaje ficticio que aparece en publicaciones de DC Comics y medios relacionados, comúnmente como una adversaria recurrente de la superheroína Wonder Woman. Creada por el escritor William Moulton Marston y el artista H. G. Peter, el personaje debutó en 1944 en Wonder Woman #11 como una maga de teatro y traficante de personas con poderosas habilidades sobrehumanas de control mental. La presentación de género de su personaje escénico, Hypnota la Grande, era la de una figura aparentemente masculina con un traje orientalizado del Medio Oriente, completo con bigote postizo y perilla. Aunque inicialmente disfrazó su género para desviar sospechas criminales (un tropo de juego de género que Marston incorporó a varios otros enemigos que creó para luchar contra Wonder Woman, incluidos la Doctor Poison y Blue Snowman), Hypnota hizo apariciones posteriores en la Edad de Oro con su atuendo masculino en el escenario; Incluso después de que se revelara su identidad de género supuestamente "verdadera", decidió presentarse como un hombre, un movimiento que podría entenderse en el siglo XXI como genderqueer. La Hypnota de la Edad Moderna ha abandonado su vello facial falso y ahora se la representa como una mujer cisgénero, aunque usa un traje algo masculino similar a su apariencia de la Edad de Oro: un chaleco cerrado, salwar y un turbante de hombre.

## Biografía ficticia

### Pre-Crisis
Hypnota, una maga escénica que oculta su género a través de trajes masculinos y vello facial falso, recibió accidentalmente un disparo en la cabeza durante el ensayo de una de las ilusiones de su acto. La cirugía experimental le salvó la vida, pero también liberó un "rayo eléctrico azul de dominancia" de su "cerebro medio", otorgándole la capacidad de hipnotizar a los demás con una mirada.
Hypnota utiliza este nuevo talento tanto en su acto teatral como en el crimen, incluida la venta de sus víctimas hipnotizadas a comerciantes de esclavos del planeta Saturno. Hypnota hipnotiza a su hermana gemela, Serva, para que se convierta en su asistente en el escenario y en el crimen. Cuando el comercio de esclavos terrestres en Saturno se prohíbe como parte de un tratado de paz con la Tierra , Hypnota, con la esperanza de revitalizar su fuente de ingresos, roba los planes de defensa de contingencia de Estados Unidos contra el mundo anillado para fomentar la hostilidad y romper el tratado. Sus esfuerzos belicistas atraen la atención de Wonder Woman. Hypnota lucha contra Wonder Woman con la ayuda involuntaria de Serva, la hermana gemela de Hypnota. Hypnota hipnotiza a Wonder Woman varias veces, haciéndola humillarse públicamente y ayudarla en sus crímenes y belicismo. Finalmente Wonder Woman se libera del control de Hypnota y libera a Serva de la hipnosis, deteniendo a Hypnota con la ayuda de un espejo que hace que esta se hipnotice a sí misma.
Hypnota, como muchos de los enemigos de Wonder Woman, es sentenciada a prisión en la colonia penal amazónica Transformation Island. Ella, Blue Snowman y otras seis supervillanas luego escapan y unen sus talentos como Villainy Inc. Lideradas por la esclavista saturniana Eviless, se convierten en los ocho malvados. Hypnota vuelve a hipnotizar a Wonder Woman temporalmente durante una pelea con ella, pero su control se rompe una vez más. Los ocho malvados son nuevamente derrotados por Wonder Woman. No está claro si el atuendo masculino de Hypnota, que ocultó su verdadero género durante la mayor parte de su primera aparición y que conservó en su segunda aparición, debe tomarse como algo más que una afectación escénica (pudiendo ser simplemente una elección de vestuario, o por el contrario una representación temprana de una persona transgénero).

### Post-Crisis
En la etapa posterior a Crisis en Tierras infinitas, Hypnota es referida como "la Mujer Hipnótica".

### Estado Futuro
Durante los eventos de Estado Futuro, Hypnota, que ahora se hace llamar Mujer Hipnótica, es miembro del Escuadrón de Justicia de Amanda Waller y usa sus poderes de ilusionismo para hacerse pasar Wonder Woman.

### Frontera Infinita
Después de los eventos de Frontera Infinita', Hypnota fue vista brevemente en una fuga con otros miembros del Escuadrón Suicida del universo presentado en Estados Futuro.

## Poderes y habilidades
Hypnota tiene la capacidad de proyectar "rayos hipnóticos azules" desde sus ojos o manos, que pueden controlar la mente de cualquiera que caiga bajo su influencia. Tiene experiencia en escapología y prestidigitación.

## Otras versiones

### Wonder Woman: Black and Gold
Hypnota aparece en la serie de antología Wonder Woman: Black & Gold. En la historia "Love Failed" de Andrew MacLean, Hypnota es representada como una ilusionista anciana que forma un culto de autoayuda conocido como Guiding Light. Después de que Theresa, la amiga de Wonder Woman, sea incluida en el culto, se enfrenta a Hypnota en el plano psíquico. La batalla da como resultado que Wonder Woman despoje a Hypnota de su poder y la deje en su habitación.